# Arrampicata sportiva ai Giochi della XXXII Olimpiade - Gara femminile
La gara femminile di arrampicata sportiva dei Giochi della XXXII Olimpiade di Tokyo è stata disputata il 4 e 6 agosto 2021 presso l'Aomi Urban Sports Park. Vi hanno partecipato 20 atlete provenienti da 15 nazioni.
La competizione è stata vinta dall'arrampicatrice slovena Janja Garnbret, mentre l'argento e il bronzo sono andati rispettivamente alle giapponesi Miho Nonaka e Akiyo Noguchi.

## Record
Prima della competizione il record del mondo e il record olimpico nella specialità speed erano i seguenti:
| Record mondiale | 6"964                                 | Iuliia Kaplina Russia                 | 21 novembre 2020 Mosca, Russia        |
| Record olimpico | Evento olimpico di nuova introduzione | Evento olimpico di nuova introduzione | Evento olimpico di nuova introduzione |

Durante la competizione sono stati stabiliti i seguenti record:
| Data     | Evento         | Atleta              | Nazione | Tempo | Record          |
| -------- | -------------- | ------------------- | ------- | ----- | --------------- |
| 4 agosto | Qualificazione | Aleksandra Mirosław | Polonia | 6"97  | Record olimpico |
| 6 agosto | Finale         | Aleksandra Mirosław | Polonia | 6"84  | Record mondiale |

## Programma
| Data          | Ora (UTC+9) | Turno                     |
| ------------- | ----------- | ------------------------- |
| 4 agosto 2021 | 17:00       | Qualificazioni speed      |
| 4 agosto 2021 | 18:00       | Qualificazioni bouldering |
| 4 agosto 2021 | 21:10       | Qualificazioni lead       |
| 6 agosto 2021 | 17:30       | Finale speed              |
| 6 agosto 2021 | 18:30       | Finale bouldering         |
| 6 agosto 2021 | 21:10       | Finale lead               |

## Risultati

### Qualificazione
| Pos. | Atleta              | Nazionalità   | Speed | Speed | Speed | Bouldering | Bouldering | Bouldering | Bouldering | Bouldering | Bouldering | Lead | Lead  | Lead | Tot.    | Note |
| Pos. | Atleta              | Nazionalità   | A     | B     | P     | 1          | 2          | 3          | 4          | Risultati  | P          | TR   | TT    | P    | Tot.    | Note |
| ---- | ------------------- | ------------- | ----- | ----- | ----- | ---------- | ---------- | ---------- | ---------- | ---------- | ---------- | ---- | ----- | ---- | ------- | ---- |
| 1    | Janja Garnbret      | Slovenia      | 9"44  | 10"32 | 14    | T1z1       | T1z1       | T1z1       | T1z1       | 4T4z 4 4   | 1          | 30   |       | 4    | 56,00   | Q    |
| 2    | Seo Chae-hyun       | Corea del Sud | 10"01 | 11"74 | 17    | T3z1       | T2z2       | z1         | z1         | 2T4z 5 5   | 5          | 40+  |       | 1    | 85,00   | Q    |
| 3    | Miho Nonaka         | Giappone      | 7"55  | 7"74  | 4     | T2z1       | z1         | z1         | –          | 1T3z 2 3   | 8          | 30+  |       | 3    | 96.0,   | Q    |
| 4    | Akiyo Noguchi       | Giappone      | 8"27  | 8"23  | 9     | T2z1       | z1         | T2z1       | T1z1       | 3T4z 5 4   | 3          | 27+  |       | 6    | 162,00  | Q    |
| 5    | Brooke Raboutou     | Stati Uniti   | 8"67  | 8"81  | 12    | T2z1       | T1z1       | z1         | T1z1       | 3T4z 4 4   | 2          | 26+  | 3'40" | 8    | 192,00  | Q    |
| 6    | Jessica Pilz        | Austria       | 8"51  | 8"63  | 11    | T3z1       | z3         | z1         | –          | 1T3z 3 5   | 9          | 33+  |       | 2    | 198,00  | Q    |
| 7    | Aleksandra Mirosław | Polonia       | 6"97  | 7"01  | 1     | –          | –          | –          | –          | 0T0z 0 0   | 20         | 12   |       | 19   | 380,00  | Q    |
| 8    | Anouck Jaubert      | Francia       | 7"12  | 7"29  | 2     | T4z1       | –          | –          | –          | 1T1z 4 1   | 13         | 16+  | 2'14" | 15   | 390,00  | Q    |
| 9    | Viktoria Meshkova   | ROC           | 9"54  | 9"73  | 15    | T6z1       | T2z2       | z1         | z1         | 2T4z 8 5   | 6          | 29+  |       | 5    | 450,00  |      |
| 10   | Shauna Coxsey       | Gran Bretagna | 9"65  | 10"07 | 16    | T2z1       | T1z1       | z1         | z1         | 2T4z 3 4   | 4          | 21+  | 2'23" | 13   | 832,00  |      |
| 11   | Kyra Condie         | Stati Uniti   | 8"12  | 8"08  | 7     | T4z1       | –          | z1         | z3         | 1T3z 4 5   | 11         | 22+  |       | 11   | 847,00  |      |
| 12   | Song Yiling         | Cina          | 8"74  | 7"46  | 3     | z5         | –          | –          | –          | 0T1z 0 5   | 19         | 13+  |       | 18   | 1026,00 |      |
| 13   | Julia Chanourdie    | Francia       | 8"43  | 8"17  | 8     | z1         | z7         | z1         | –          | 0T3z 0 9   | 15         | 25+  |       | 9    | 1080,00 |      |
| 14   | Alannah Yip         | Canada        | 8"17  | 7"99  | 6     | z1         | –          | z1         | –          | 0T2z 0 2   | 16         | 21+  | 2'14" | 12   | 1152,00 |      |
| 15   | Laura Rogora        | Italia        | 10"50 | C     | 19    | z1         | z2         | T1z1       | z1         | 1T4z 1 5   | 7          | 25   |       | 10   | 1330,00 |      |
| 16   | Petra Klingler      | Svizzera      | 8"42  | 8"67  | 10    | T3z1       | z3         | z4         | –          | 1T3z 3 8   | 10         | 16+  | 1'49" | 14   | 1400,00 |      |
| 17   | Iuliia Kaplina      | ROC           | 7"65  | C     | 5     | z2         | –          | –          | –          | 0T1z 0 2   | 18         | 14+  |       | 17   | 1530,00 |      |
| 18   | Mia Krampl          | Slovenia      | 10"44 | 10"43 | 18    | z1         | z1         | z1         | z2         | 0T4z 0 5   | 14         | 26+  | 3'16" | 7    | 1764,00 |      |
| 19   | Oceana Mackenzie    | Australia     | 8"83  | 9"38  | 13    | T3z1       | –          | z1         | –          | 1T2z 3 2   | 12         | 15+  |       | 16   | 2496,00 |      |
| 20   | Erin Sterkenburg    | Sudafrica     | C     | 11"10 | 20    | z1         | –          | –          | –          | 0T1z 0 1   | 17         | 7+   |       | 20   | 6800,00 |      |

### Finale
| Pos.    | Atleta              | Nazionalità   | Speed  | Speed  | Speed      | Speed      | Speed  | Speed  | Speed | Bouldering | Bouldering | Bouldering | Bouldering | Bouldering | Lead | Lead | Tot. |
| Pos.    | Atleta              | Nazionalità   | Quarti | Quarti | Semifinali | Semifinali | Finali | Finali | P     | 1          | 2          | 3          | Risultati  | P          | TR   | P    | Tot. |
| Pos.    | Atleta              | Nazionalità   | G      | T      | G          | T          | G      | T      | P     | 1          | 2          | 3          | Risultati  | P          | TR   | P    | Tot. |
| ------- | ------------------- | ------------- | ------ | ------ | ---------- | ---------- | ------ | ------ | ----- | ---------- | ---------- | ---------- | ---------- | ---------- | ---- | ---- | ---- |
| Oro     | Janja Garnbret      | Slovenia      | 3      | 8"49   | 6          | 8"67       | 10     | 7"81   | 5     | T4z1       | T1z1       | z1         | 2T3z 5 3   | 1          | 37+  | 1    | 5    |
| Argento | Miho Nonaka         | Giappone      | 4      | 8"19   | 8          | 7"76       | 11     | 7"99   | 3     | –          | z4         | z1         | 0T2z 0 5   | 3          | 21   | 5    | 45   |
| Bronzo  | Akiyo Noguchi       | Giappone      | 2      | 8"55   | 7          | C          | 11     | 8"42   | 4     | z5         | z2         | –          | 0T2z 0 7   | 4          | 29+  | 4    | 64   |
| 4       | Aleksandra Mirosław | Polonia       | 1      | 7"49   | 7          | 7"03       | 12     | 6"84   | 1     | –          | –          | –          | 0T0z 0 0   | 8          | 9+   | 8    | 64   |
| 5       | Brooke Raboutou     | Stati Uniti   | 4      | C      | 6          | 8"77       | 9      | 9"06   | 7     | z5         | z3         | z2         | 0T3z 0 10  | 2          | 20+  | 6    | 84   |
| 6       | Anouck Jaubert      | Francia       | 3      | 7"40   | 8          | 7"51       | 12     | 8"84   | 2     | z2         | –          | –          | 0T1z 0 2   | 6          | 13+  | 7    | 84   |
| 7       | Jessica Pilz        | Austria       | 2      | 8"89   | 5          | 8"77       | 10     | 8"43   | 6     | z7         | z3         | –          | 0T2z 0 10  | 5          | 34+  | 3    | 90   |
| 8       | Seo Chae-hyun       | Corea del Sud | 1      | 10"64  | 5          | 12"85      | 9      | 9"85   | 8     | –          | –          | –          | 0T0z 0 0   | 7          | 35+  | 2    | 112  |